# Championnats du monde d'aviron 2023
Navigation
Račice 2022 St. Catharines 2024
Les Championnats du monde d'aviron 2023, se déroulent du 3 au 10 septembre 2023 à Belgrade, en Serbie. Il s’agit de la cinquante-et-unième édition de ce championnat.
Lors de ces championnats, les embarcations ont la possibilité de décrocher un des 57 quotas pour les Jeux Olympiques de Paris 2024 ou un des 31 quotas pour les Jeux Paralympiques. 

## Présentation
Les Championnats du monde d'aviron seniors ont lieu chaque année à la fin de la saison internationale d'aviron et les champions du monde sont couronnés dans 14 classes de bateaux olympiques - sept pour les hommes et sept pour les femmes, ainsi que huit classes de bateaux internationales pour les rameurs légers.
Les para-avirons concourent dans neuf classes d'embarcations, dont cinq sont des classes d'embarcations paralympiques.
La compétition a lieu sur le lac de la Save à Ada Ciganlija, un lac d'une longueur de 3000m où a déjà été organisé les Championnats d'Europe d'aviron 2014 et plusieurs manches de coupes du monde (2017, 2018 et 2022).

## Résultats
- Catégories non-olympiques (ou paralympiques)

### Hommes
| Épreuves                           | Or | Or      | Argent | Argent  | Bronze | Bronze       |
| ---------------------------------- | --- | ------- | --- | ------- | --- | ------------ |
| Skiff M1x                          | Oliver Zeidler | 6:38.08 | Simon van Dorp | 6:39.26 | Thomas Mackintosh | 6:40.33      |
| Deux de couple M2x                 | Pays-Bas - Melvin Twellaar - Stef Broenink | 6:09.19 | Croatie - Martin Sinković - Valent Sinković | 6:12.44 | Irlande - Daire Lynch - Philip Doyle | 6:13.41      |
| Quatre de couple M4x               | Pays-Bas - Lennart van Lierop - Finn Florijn - Tone Wieten - Koen Metsemakers                                                                                           | 5:52.33 | Italie - Nicolò Carucci - Andrea Panizza - Luca Chiumento - Giacomo Gentili | 5:54.58 | Pologne - Dominik Czaja - Fabian Barański - Mirosław Ziętarski - Mateusz Biskup | 5:55.02      |
| Deux de pointe M2−                 | Suisse - Roman Röösli - Andrin Gulich | 6:51.09 | Grande-Bretagne - Oliver Wynne-Griffith - Tom George | 6:53.46 | Irlande - Ross Corrigan - Nathan Timoney | 6:54.22      |
| Quatre de pointe M4−               | Grande-Bretagne - Oliver Wilkes - David Ambler - Matt Aldridge - Freddie Davidson                                                                                       | 6:04.35 | États-Unis - Justin Best - Nick Mead - Michael Grady - Liam Corrigan | 6:06.37 | Nouvelle-Zélande - Ollie Maclean - Logan Ullrich - Tom Murray - Matt Macdonald | 6:08.44      |
| Huit M8+                           | Grande-Bretagne - Jacob Dawson - Morgan Bolding - Rory Gibbs - Sholto Carnegie - Charles Elwes - Thomas Digby - James Rudkin - Thomas Ford - Barreur : Harry Brightmore | 5:24.20 | Pays-Bas - Guus Mollee - Olav Molenaar - Jan van Der Bij - Guillaume Krommenhoek - Sander de Graaf - Jacob van de Kerkhof - Gert-Jan van Doorn - Mick Makker - Barreur : Dieuwke Fetter | 5:25.23 | Australie - Patrick Holt - Joshua Hicks - Benjamin Canham - Timothy Masters - James Daniel Robertson - Joseph O'Brien - Angus Dawson - Angus Widdicombe - Barreur : Kendall Brodie | 5:26.65      |
| Skiff poids légers LM1x            | Andri Struzina | 7:42.41 | Niels Torre | 7:44.90 | Artur Mikołajczewski | 7:47.72      |
| Deux de couple poids légers LM2x   | Irlande - Fintan McCarthy - Paul O'Donovan | 6:32.09 | Suisse - Jan Schäuble - Raphaël Ahumada | 6:34.38 | Italie - Stefano Oppo - Gabriel Soares | 6:34.77      |
| Quatre de couple poids légers LM4x | Italie - Luca Borgonovo - Nicolò Demiliani - Pietro Ruta - Matteo Tonelli                                                                                               | 6:29.42 | Allemagne - Max von Bülow - Simon Klueter - Fabio Kress - Joachim Agne | 6:37.83 | non attribué | non attribué |
| Deux de pointe poids légers LM2−   | Italie - Francesco Bardelli - Stefano Pinsone | 7:34.82 | Hongrie - Bence Szabó - Kálmán Furkó | 7:40.23 | Moldavie - Dmitrii Zincenco - Nichita Naumciuc | 7:57.24      |

### Femmes
| Épreuves                         | Or | Or      | Argent | Argent  | Bronze | Bronze       |
| -------------------------------- | --- | ------- | --- | ------- | --- | ------------ |
| Skiff W1x                        | Karolien Florijn | 7:14.35 | Emma Twigg | 7:19.43 | Tara Rigney | 7:21.07      |
| Deux de couple W2x               | Roumanie - Nicoleta-Ancuța Bodnar - Simona Radiș | 6:46.94 | Lituanie - Donata Karalienė - Dovilė Rimkutė | 6:50.34 | États-Unis - Kristina Wagner - Sophia Vitas | 6:50.45      |
| Quatre de couple W4x             | Grande-Bretagne - Lauren Henry - Hannah Scott - Lola Anderson - Georgina Brayshaw | 6:29.70 | Pays-Bas - Roos de Jong - Tessa Dullemans - Laila Youssifou - Bente Paulis | 6:30.37 | Chine - Chen Yunxia - Zhang Ling - Lü Yang - Cui Xiaotong | 6:35.05      |
| Deux de pointe W2−               | Pays-Bas - Ymkje Clevering - Veronique Meester | 7:20.52 | Australie - Jessica Morrison - Annabelle McIntyre | 7:22.90 | Roumanie - Ioana Vrînceanu - Roxana Anghel | 7:24.33      |
| Quatre de pointe W4−             | Pays-Bas - Marloes Oldenburg - Hermijntje Drenth - Tinka Offereins - Benthe Boonstra | 6:41.82 | Roumanie - Mădălina Bereș - Maria Tivodariu - Maria-Magdalena Rusu - Amalia Bereș | 6:43.29 | Grande-Bretagne - Heidi Long - Rowan McKellar - Helen Glover - Rebecca Shorten                                                                                              | 6:44.31      |
| Huit W8+                         | Roumanie - Maria-Magdalena Rusu - Roxana Anghel - Adriana Adam - Iuliana Buhus - Madalina Beres - Maria Tivodariu - Ioana Vrînceanu - Amalia Beres - Barreur : Victoria-Ștefania Petreanu | 6:01.28 | États-Unis - Emily Froehlich - Margaret Hedeman - Jessica Thoennes - Regina Salmons - Alina Hagstrom - Brooke Mooney - Mary Mazzio-Manson - Charlotte Buck - Barreur : Cristina Castagna | 6:03.73 | Australie - Paige Barr - Georgie Gleeson - Olympia Aldersey - Lily Alton-Triggs - Georgina Rowe - Jacqueline Swick - Molly Goodman - Bronwyn Cox - Barreur : Hayley Verbunt | 6:04.17      |
| Skiff poids légers LW1x          | Siobhan McCrohan | 8:47.96 | Kenia Lechuga | 8:51.57 | Sophia Luwis | 8:52.48      |
| Deux de couple poids légers LW2x | Grande-Bretagne - Emily Craig - Imogen Grant | 7:19.23 | États-Unis - Michelle Sechser - Mary Jones | 7:22.89 | Roumanie - Mariana-Laura Dumitru - Ionela Cozmiuc | 7:23.70      |
| Deux de pointe poids légers LW2− | Italie - Serena Mossi - Elisa Grisoni | 8:33.13 | Allemagne - Luise Münch - Eva Hohoff | 8:40.64 | non attribué | non attribué |

### Para-aviron

#### Hommes
| Épreuves | Or                                       | Or      | Argent                | Argent       | Bronze             | Bronze       |
| -------- | ---------------------------------------- | ------- | --------------------- | ------------ | ------------------ | ------------ |
| PR1 M1x  | Roman Polianskyi                         | 8:59.60 | Giacomo Perini        | 9:04.40      | Benjamin Pritchard | 9:09.43      |
| PR2 M1x  | Corné de Koning                          | 9:48.32 | Gian Filippo Mirabile | 10:08.88     | Paul Umbach        | 10:42.49     |
| PR3 M2−  | Ukraine- Ivan Kupriichuk - Andrii Syvykh | 8:30.78 | Non-attribué          | Non-attribué | Non-attribué       | Non-attribué |

#### Femmes
| Épreuves | Or               | Or       | Argent          | Argent       | Bronze        | Bronze       |
| -------- | ---------------- | -------- | --------------- | ------------ | ------------- | ------------ |
| PR1 W1x  | Birgit Skarstein | 10:05.91 | Nathalie Benoit | 10:07.70     | Anna Sheremet | 10:10.31     |
| PR2 W1x  | Anna Aisanova    | 12:03.39 | Non-attribué    | Non-attribué | Non-attribué  | Non-attribué |

#### Mixte
| Épreuves  | Or | Or      | Argent                                                                                                | Argent  | Bronze                                                                                             | Bronze  |
| --------- | --- | ------- | --- | ------- | -------------------------------------------------------------------------------------------------- | ------- |
| PR2 Mix2x | Grande-Bretagne- Lauren Rowles - Gregg Stevenson                                                                   | 8:45.67 | Chine- Liu Shuang - Jiang Jijian                                                                      | 8:47.28 | Pologne- Jolanta Majka - Michał Gadowski                                                           | 9:05.13 |
| PR3 Mix2x | Australie- Nikki Ayers - Jed Altschwager                                                                           | 8:07.07 | États-Unis- Gemma Wollenschlaeger - Todd Vogt                                                         | 8:15.22 | France- Elur Alberdi - Laurent Cadot                                                               | 8:27.09 |
| PR3 Mix4+ | Grande-Bretagne- Francesca Allen - Morgan Fice-Noyes - Giedrė Rakauskaitė - Edward Fuller - Barreur : Erin Kennedy | 7:22.20 | États-Unis- Skylar Dahl - Saige Harper - Alex Flynn - Benjamin Washburne - Barreur : Emelie Eldracher | 7:25.01 | Allemagne- Susanne Lackner - Jan Helmich - Marc Lembeck - Kathrin Marchand - Barreur : Inga Thoene | 7:29.74 |

## Tableau des médailles
- Pays organisateur

| Rang  | Nation           | Or | Argent | Bronze | Total |
| ----- | ---------------- | -- | ------ | ------ | ----- |
| 1     | Pays-Bas         | 5  | 3      | 0      | 8     |
| 2     | Grande-Bretagne  | 4  | 1      | 1      | 6     |
| 3     | Italie           | 3  | 2      | 1      | 6     |
| 4     | Roumanie         | 2  | 1      | 2      | 5     |
| 5     | Suisse           | 2  | 1      | 0      | 3     |
| 6     | Irlande          | 2  | 0      | 2      | 4     |
| 7     | Allemagne        | 1  | 2      | 0      | 3     |
| 8     | États-Unis       | 0  | 3      | 4      | 7     |
| 9     | Australie        | 0  | 1      | 3      | 4     |
| 10    | Nouvelle-Zélande | 0  | 1      | 2      | 3     |
| 11    | Croatie          | 0  | 1      | 0      | 1     |
| 11    | Hongrie          | 0  | 1      | 0      | 1     |
| 11    | Lituanie         | 0  | 1      | 0      | 1     |
| 14    | Mexique          | 0  | 1      | 0      | 1     |
| 15    | Pologne          | 0  | 0      | 2      | 2     |
| 16    | Chine            | 0  | 0      | 1      | 1     |
| 16    | Moldavie         | 0  | 0      | 1      | 1     |
| Total | Total            | 19 | 19     | 19     | 57    |

| Rang  | Nation          | Or | Argent | Bronze | Total |
| ----- | --------------- | -- | ------ | ------ | ----- |
| 1     | Ukraine         | 3  | 0      | 1      | 4     |
| 2     | Grande-Bretagne | 2  | 0      | 1      | 3     |
| 3     | Australie       | 1  | 0      | 0      | 1     |
| 3     | Norvège         | 1  | 0      | 0      | 1     |
| 3     | Pays-Bas        | 1  | 0      | 0      | 1     |
| 6     | États-Unis      | 0  | 2      | 0      | 1     |
| 6     | Italie          | 0  | 2      | 0      | 1     |
| 8     | France          | 0  | 1      | 1      | 2     |
| 9     | Chine           | 0  | 1      | 0      | 1     |
| 10    | Allemagne       | 0  | 0      | 2      | 2     |
| 11    | Pologne         | 0  | 0      | 1      | 1     |
| Total | Total           | 8  | 6      | 6      | 57    |